# مروست
|area_code=
|website=
|footnotes=
مروست (بالفارسية: مروست) هي مدينة تقع في إيران في Marvast District. يقدر عدد سكانها بـ 7,585 نسمة .